# Ирвин, Альберт
Альберт Генри Томас Ирвин (англ. Albert Henry Thomas Irvin, 21 августа 1922 — 26 марта 2005) — английский художник, абстрактный экспрессионист.

## Биография
Альберт Ирвин родился 21 августа 1922 года в Лондоне. Во время Второй Мировой войны семья была эвакуирована. Ирвин учился в Нортхемптонской школе искусств с 1940 по 1941 год. Потом был призван в Королевские ВВС в качестве штурмана. Когда война закончилась, он продолжил обучение в колледже Голдсмитс. Здесь он учился с 1946 по 1950 год, а затем преподавал с 1962 по 1983 год.
В 1975 году Ирвин был удостоен премии Совета по искусствам, а в 1983 году — премии Гюльбенкяна за свои гравюры.
Работы Ирвина широко выставлялись на выставках в Великобритании и за рубежом — в Совете по искусствам Великобритании, в Городской художественной галерее Бирмингема, в банке «Чейз Манхэттен», в галерее Современного художественного общества, в Манчестерской художественной галерее, в галерее Тейт, в Музее Виктории и Альберта и в Центре искусств Уорвикского университета.
На творчество художника оказали влияние работы Уолтера Сикерта, Анри Матисса, Уильяма Тернера, Джека Смита и Эдварда Миддлдитча.
Художник много экспериментировал, рисуя разными красками — от масла до акрила, занимаясь литографией, графикой, шелкографией и др. В своих работах он пытался передать правду о мире, не изображая вещи, и понять, можно ли было изображать реальность, не прибегая к имитации. Абстрактная живопись привлекала его, так как представляла чистое впечатление, не нуждающееся в интерпретации.
Скончался 26 марта 2015 года.

## Награды и звания
В 2013 году Ирвин был произведён в офицеры ордена Британской империи. Также награждён премией «За заслуги в области изобразительного искусства».

## Примечание
1. ↑  Albert Irvin // Benezit Dictionary of Artists (англ.) — OUP, 2006. — ISBN 978-0-19-977378-7
2. ↑  Falconer M. Albert Irvin // Irvin, Albert (англ.) // Grove Art Online / J. Turner — Oxford, Basingstoke, New York City: OUP, 2017. — doi:10.1093/GAO/9781884446054.ARTICLE.T096856
3. ↑  The Guardian (англ.) — United Kingdom, London: GMG, 1821. — ed. size: 107899 — ISSN 0261-3077
4. ↑  Albert Irvin // Discogs (англ.) — 2000.
5. ↑  Albert Irvin Hon RWA Архивировано 9 июня 2008 года.
6. ↑  Albert Irvin: Painting into Life Архивная копия от 29 августа 2008 на Wayback Machine
7. ↑  Albert Irvin, artist - obituary. The Telegraph (30 марта 2015). Дата обращения: 5 марта 2016. Архивировано 25 января 2016 года.
8. ↑  Приложение к №60534, с. 11 (англ.) // London Gazette : newspaper. — London. — No. 60534. — P. 11. — ISSN 0374-3721.